# Кабанов Володимир Іванович
Володимир Іванович Кабанов(28 вересня 1977 року, м. Енергодар Запорізької області Українська РСР — футболіст (центральний півзахисник). Майстер спорту міжнародного класу (2011).

## Біографія
Кабанов Володимир Іванович народився у місті Енергодар Запорізької області Українська РСР 28 вересня 1977 року. Закінчив Кам'янсько –Дніпровську середню школу. Після закінчення школи навчався в Дніпропетровському інституті фізичної культури і спорту, який закінчив у 1998 році. З 1997 по 2008 рр входив до збірної команди України. Володимир Кабанов виступав за Дніпропетровський обласний центр «Інваспорт», головним тренером, якого був С. Овчаренко. Виступав за команди «Темп-НАЕК» Енергодар та «Елеватор» Велика Лепетиха. У 1998 році Володимир Кабанов визнаний кращим бомбардиром світу.
Футболіст нагороджений орденами «За мужність» ІІІ і ІІ ступенів.

## Спортивні досягнення
Кабанов Володимир Віталійович — заслужений майстер спорту, чемпіон світу на параолімпійських іграх, восьмиразовий чемпіон Європи, срібний призер Чемпіонату світу з футболу
- 1998 р. Бразилія — чемпіон світу
- 1999 р. Бельгія — чемпіон Європи
- 2000 р. Сідней — срібний призер 11 -х Дефлімпійських ігор
- 2002 р. Україна — чемпіон Європи
- 2003 р. Аргентина — чемпіон світу
- 2004 р. Афіни — чемпіон 12-х Дефлімпійських ігор
- 2006 р. Ірландія — чемпіон Європи
- 2011 р. — присвоєно звання «Заслужений майстер спорту»

## Ігрова кар'єра
- 1999 — «Темп-НАЕК» Енергодар.
- 2013 — «Елеватор» Велика Лепетиха.
- 2013 — «Елеватор» Велика Лепетиха[3].

## Державні нагороди
- 2000 — нагороджений орденом «За мужність» ІІІ ступеня.
- 2004 — орден «За мужність» ІІ ступеня